# 濾紙

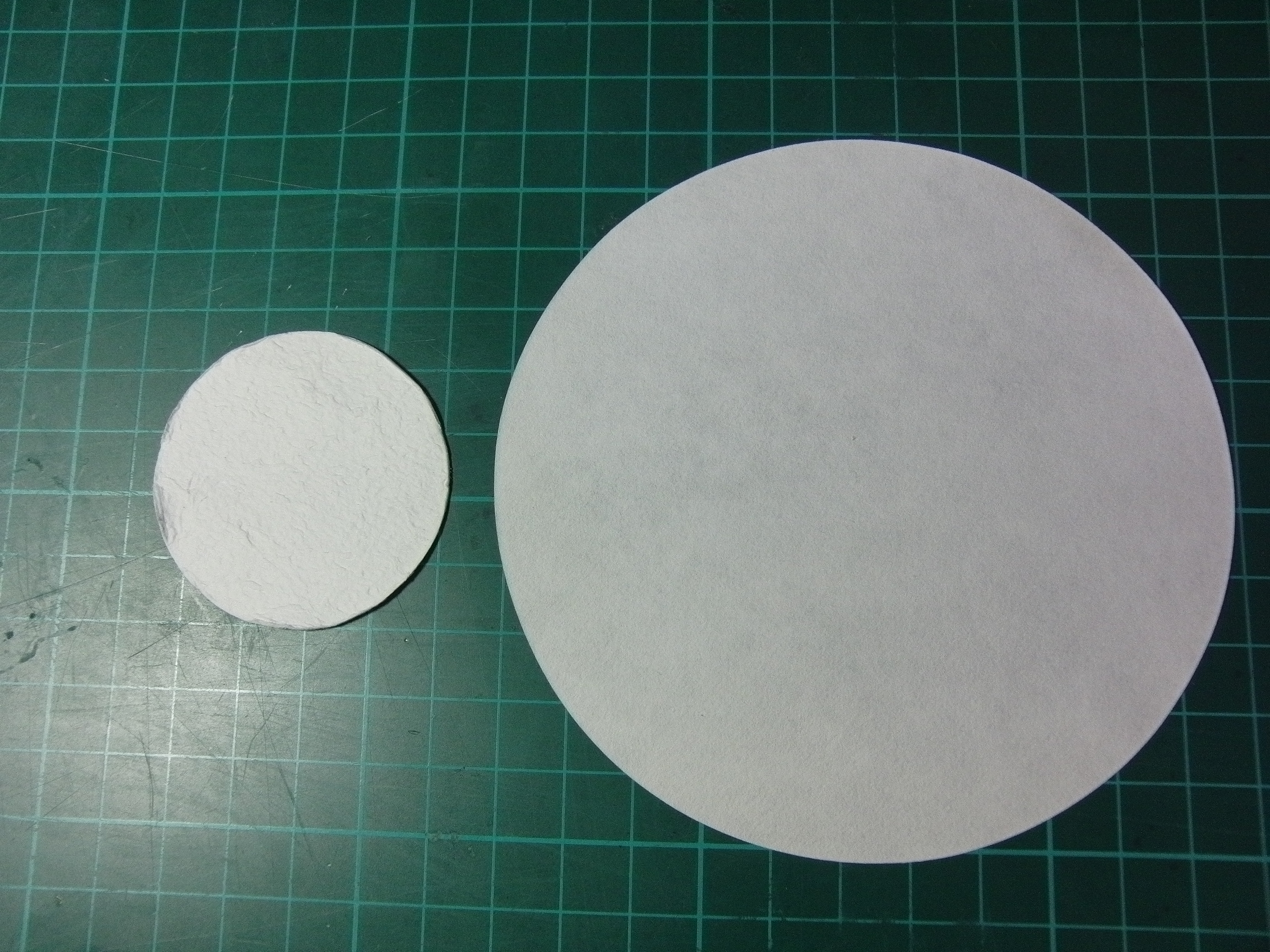
常見的濾紙。左為玻璃纖維濾紙，右為紙質濾紙。

濾紙（filter paper）是以纖維製成、質地疏鬆多孔、具有良好過濾功能的紙。濾紙可用來將固體與水或空氣分開。

## 過濾原理
濾紙為因應不同用途而有各種差異，如：濕強度、孔隙率、顆粒殘留量、流速、適用性、效率和容量。濾紙的過濾有兩種機制：表面過濾與深度過濾。表面過濾直接攔截比濾紙孔洞還大的顆粒；深度過濾不僅攔截比濾紙孔洞還大的粒子，同時還利用分子間的作用力吸收微粒。表面過濾濾紙初期使用時流速快、阻力小，但在長時間或在高雜質的環境下使用後會比深度過濾濾紙效果差。

## 種類
濾紙一般可分為定性及定量兩種。在分析化學的應用中，當無機化合物經過過濾分隔出沈澱物後，收集在濾紙上的殘餘物可用來計算實驗過程中的流失率。定性濾紙經過過濾後有較多的棉質纖維生成，因此只適用於作定性分析；定量濾紙，特別是無灰級的濾紙，經過特別的處理程序，能夠較有效地抵抗化學反應，因此所生成的雜質較少，可用作定量分析。
除了一般實驗室應用的濾紙外，生活上及工業上濾紙的應用也很多。咖啡濾紙就是其中一種被廣泛應用的濾紙。其他如過濾懸浮粒子的空氣濾紙，及不同工業應用上的纖維濾紙等。

## 空氣濾紙
引擎濾紙是空氣濾紙常見的應用，通常會做成濾筒安裝使用。空氣濾紙大多要求其構造要能支撐自己。紙的種類要多孔，單位面積重量100 - 200 克/每平方公尺，通常纖維特別長的紙漿經過鹼化處理後能滿足這樣的條件。紙張通常要浸漬，以改善抗濕性能。 一些濾紙可經由沖洗以增加使用壽命。

## 咖啡濾紙
咖啡濾紙是由約 100 克/每平方公尺的皺紋紙製成。起皺可以使咖啡在濾紙和過濾漏斗（濾杯）間順利流過。濾紙的原料（紙漿）擁有粗長的纖維，往往是從快速增長的樹木取得。咖啡濾紙視情況有各種不同的形狀和尺寸。重要的參數有強度、適用性、效率和容量。

## 燃油濾紙
燃料濾紙使用的是一種特別控制孔隙的皺紋紙，經過折疊、捲折後裝在容器裡使用。燃料濾紙的原料是硬木和軟木纖維的混合物。單位面積重量為50 - 80 克/每平方公尺。

## 機油濾紙
機油濾紙用來過濾機油裡的雜質，避免雜質磨損發動機內部。通常為深層過濾。過濾潤滑油的濾紙經過處理能抵抗高溫。

## 茶包
茶包由蕉麻纖維製成，是馬尼拉麻的細長纖維。通常會有少部分的合成纖維作支撐。茶包非常多孔且薄，單位面積重量為 12 - 20 克/每平方厘米，並具有高的濕強度。